# (1455) Mitchella
(1455) Mitchella ist ein Asteroid des Hauptgürtels, der am 5. Juni 1937 von dem deutschen Astronomen Alfred Bohrmann an der Landessternwarte Heidelberg-Königstuhl entdeckt wurde.
Der Name des Asteroiden erinnert an die US-amerikanische Astronomin Maria Mitchell.